# Masima Maszatosi
Masima Maszatosi (真島 昌利; Hepburn: Masatoshi Mashima; Tokió, 1962. február 20. –) japán rockzenész, a japán The Breakers, The Blue Hearts, The High-Lows és The Cro-Magnons punk együttesek gitárosa.

## Együttesei
- The Breakers — 1975–1985
- The Blue Hearts — 1985–1995
- The High-Lows — 1995–2005
- The Cro-Magnons — 2005–jelenleg

## Szólólemezei
1. 夏のぬけがら — 1989. november 21.
2. Happy Songs — 1991. április 10.
3. Raw Life — 1992. november 1.; 2007. április 25.
4. 人にはそれぞれ事情がある — 1994. október 21.